# Сноуфлейк
Сноуфлейк (на английски: Snowflake) е град в окръг Навахо, щата Аризона, САЩ. Сноуфлейк е с население от 5343 жители (2007) и обща площ от 80 km². Намира се на 1700 m надморска височина. ЗИП кодът му е 85937, 85942, а телефонният му код е 928.